# RhB Gmf 4/4 II
Die dieselelektrischen Lokomotiven Gmf 4/4II 28701 bis 28704 der Rhätischen Bahn (RhB) wurden 2009 bestellt und 2014 in Betrieb genommen. Um im gesamten RhB-Netz einschließlich der Berninabahn eingesetzt werden zu können, zählten zu den Voraussetzungen die Lauffähigkeit in Bögen ab 45 m Radius und Neigungen bis 70 ‰ sowie die Einhaltung einer maximalen Radsatzlast von 16 t. Die Lokomotiven wurden bei der Schalker Eisenhütte konstruiert und endmontiert, die bereits 1969 zwei Baudiensttraktoren RhB Te 2/2 Nr. 74 und 75 an die RhB geliefert hatte.
Im Jahr 2015 wurden die Loks umnummeriert.
Neu tragen sie folgende Nummer: Gmf 4/4 234 01 bis 234 04.
Wie bei den Bernina-Triebwagen ABe 4/4I, ABe 4/4II und ABe 4/4III ist der Index „II“, der die Lokomotiven von den Gmf 4/4 242 und 243 unterscheidet, nicht angeschrieben.

## Technik
Der Lokkasten wurde bei der FTD Fahrzeugtechnik Bahnen Dessau in Stahlleichtbauweise geschweißt mit angeklebten GFK-Fronten und Seitenwänden aus Aluminiumwabenplatten. Die Antriebsausrüstung besteht aus einem Dieselmotor 12V 4000 R43L von MTU Friedrichshafen und elektrischer Leistungsübertragung. Die Loks sind vielfachsteuerbar und mit Funkfernsteuerung ausgerüstet. Die Höchstgeschwindigkeit beträgt 100 km/h, die Lokomotiven können jedoch auch bei niedrigen Dauergeschwindigkeiten mit Schneepflügen oder Gleisbauzügen eingesetzt werden.

## Drehgestelle
Mit der Entwicklung der Drehgestelle beauftragte die Schalker Eisenhütte Maschinenfabrik GmbH das schweizerische Ingenieurbüro PROSE in Winterthur. Aufgrund der geringen Stückzahl von nur vier Lokomotiven wurde auf die Entwicklung spezieller Fahrmotoren verzichtet, zum Einsatz kommen Antriebe aus dem Asiarunner von Siemens Mobility. Die Aufhängung der Motoren erfolgt mittels Tatzlager-Antrieb.
Die Primärfederung erfolgt über Lemniskatenlenker, die somit robuste Konstruktion berücksichtigt die harten Einsatzbedingungen, auf radiale Einstellbarkeit wird verzichtet.
Besonders hohe Sekundärfedern mit speziellen Gummi-Kipp-Elementen tragen den anspruchsvollen Einsatzbedingungen mit sehr kleinen Kurvenradien Rechnung. Daraus resultiert ein geringer Ausdrehwiderstand auch in engen Bögen (kleinster befahrbarer Bogen: 42 m). Für stabiles Fahrverhalten bei hohen Geschwindigkeiten auf der Geraden sind bei dem geringen Ausdrehwiderstand Schlingerdämpfer nötig. Von den Sekundärfedern gibt es je Drehgestell 4 Paare, wobei ein Paar aus innerer und äußerer Feder besteht.
Die Zugkraft wird drehzapfenlos über Zug-/Druck-Stange an den Lokkasten übertragen. Besonders ist hierbei die doppelte Kröpfung. Nötig ist diese um trotz den großen Auslenkungen ausreichend Abstand zu anderen Bauteilen des Drehgestells zu halten.
Als Besonderheit ist die Materialwahl zu sehen: Um dem angestrebten Winterdienst Rechnung zu tragen ist ein Stahl mit hoher Duktilität bei niedrigen Temperaturen gewählt worden.

## Einsatz
Die Gmf 4/4II werden vor schweren Bauzügen und im Winter mit Schneeräumzügen im gesamten RhB-Netz eingesetzt. Sie dienen auch als fahrdrahtunabhängige Reserve und zum Abschleppen havarierter Züge. Da sie keine Planzüge bespannen, sind sie nicht rot lackiert, sondern tragen den gelben Anstrich der RhB-Bahndienstfahrzeuge.